# The Man Who Sold the World (album)
Vous lisez un « bon article » labellisé en 2021.
Pour la chanson, voir The Man Who Sold the World.
Albums de David Bowie
Space Oddity
(1969) Hunky Dory
(1971)
The Man Who Sold the World est le troisième album studio du chanteur britannique David Bowie. Il est sorti en novembre 1970 aux États-Unis et en avril 1971 au Royaume-Uni chez Mercury Records.
Enregistré d'avril à mai 1970 dans deux studios de Londres, cet album est le premier sur lequel Bowie travaille avec le guitariste Mick Ronson, qui l'accompagne pendant les trois années qui suivent. Il propose une musique influencée par le hard rock et le blues rock qui tranche significativement avec le son folk rock de son précédent album, Space Oddity. Les paroles sont quant à elles plus sombres et abordent des thèmes comme la folie ou la mort, avec des allusions à Friedrich Nietzsche et Aleister Crowley.
The Man Who Sold the World est édité sous deux pochettes différentes : un dessin de cow-boy aux États-Unis et une photo de Bowie en robe au Royaume-Uni. La critique lui réserve un accueil positif dans les deux pays, sans que cela ne se traduise par des chiffres de ventes remarquables. Aucun single n'en est extrait. Comme Space Oddity, l'album doit attendre que le chanteur devienne une vedette sous l'identité de Ziggy Stardust, en 1972, pour que sa réédition chez RCA Records apparaisse dans les classements britannique et américain des meilleures ventes. Avec le recul, les critiques considèrent The Man Who Sold the World comme le premier bon album de Bowie et une étape importante dans son développement artistique.

## Histoire

### Contexte

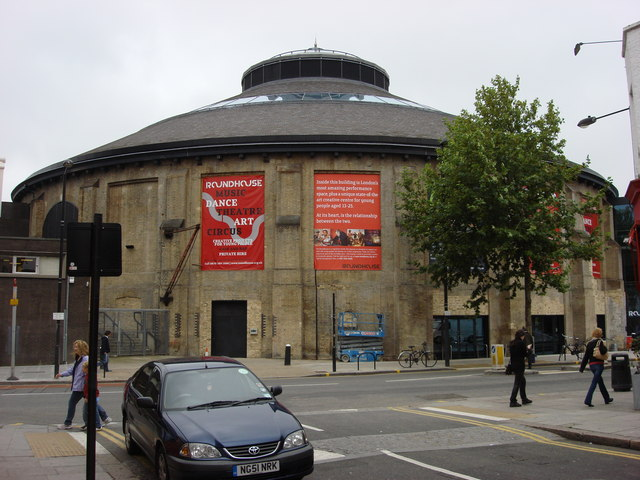
La Roundhouse, théâtre du premier concert du groupe Hype le 22 février 1970.

Le 3 février 1970, David Bowie se produit sur la scène du Marquee Club de Londres. Son groupe d'accompagnement se compose alors du guitariste Tim Renwick, du batteur John Cambridge et du producteur Tony Visconti à la basse. Après le concert, il fait la connaissance de Mick Ronson, guitariste originaire de Kingston upon Hull, dans le nord de l'Angleterre. Le courant passe entre les deux hommes et Bowie invite Ronson à devenir son guitariste attitré. Ce dernier, dont la carrière avec son groupe, The Rats, est au point mort, accepte la proposition. Il joue pour la première fois avec Bowie deux jours plus tard pour une émission de la BBC.
Le quatuor Bowie-Ronson-Visconti-Cambridge adopte le nom de Hype et donne son premier concert en public le 22 février à la Roundhouse de Londres. Chacun des quatre musiciens adopte à cette occasion une identité de super-héros, avec un costume à l'avenant. Bowie, vêtu d'un collant multicolore en lurex avec une veste argentée, devient « Spaceman » ou « Rainbowman » ; Visconti, habillé à la Superman avec une grande lettre H sur le torse, est « Hyperman » ; Ronson, qui hérite d'un costume à double boutonnage appartenant à Bowie, est « Gangsterman » ; Cambridge, enfin, devient « Cowboyman » avec une chemise à jabot et un grand chapeau de cow-boy. Le public réserve un accueil tiède à Hype, mais ce concert aux costumes extravagants est considéré a posteriori comme l'un des points de départ du mouvement glam rock,. Visconti rapporte que Marc Bolan, ami et rival de Bowie, est présent à la Roundhouse. Il estime que la performance de Hype a contribué à le faire transformer son groupe T. Rex en ensemble glam rock.
Hype ne donne qu'une poignée de concerts au cours du mois de mars. Durant cette période, Bowie commence à élaborer les chansons de son prochain album dans le petit studio qu'il a aménagé dans sa nouvelle demeure de Haddon Hall, à Beckenham. Le 6 mars sort le 45 tours The Prettiest Star, une chanson dédiée à sa compagne Angela Barnett, qu'il épouse le 20 mars à Bromley. Le single est un échec commercial, comme tous ses disques depuis le début de sa carrière à l'exception de Space Oddity. Trois jours après son mariage, Hype se rend aux studios Trident pour enregistrer un nouveau single de Bowie, qui doit se composer d'une nouvelle version de la chanson Memory of a Free Festival en face A et d'une composition inédite, The Supermen, en face B. La séance s'avère houleuse, Cambridge ne parvenant pas à suivre le rythme de The Supermen, et Bowie décide de se passer de ses services. Pour le remplacer, Ronson propose de faire appel à Mick Woodmansey, avec qui il a joué au sein des Rats.

### Enregistrement

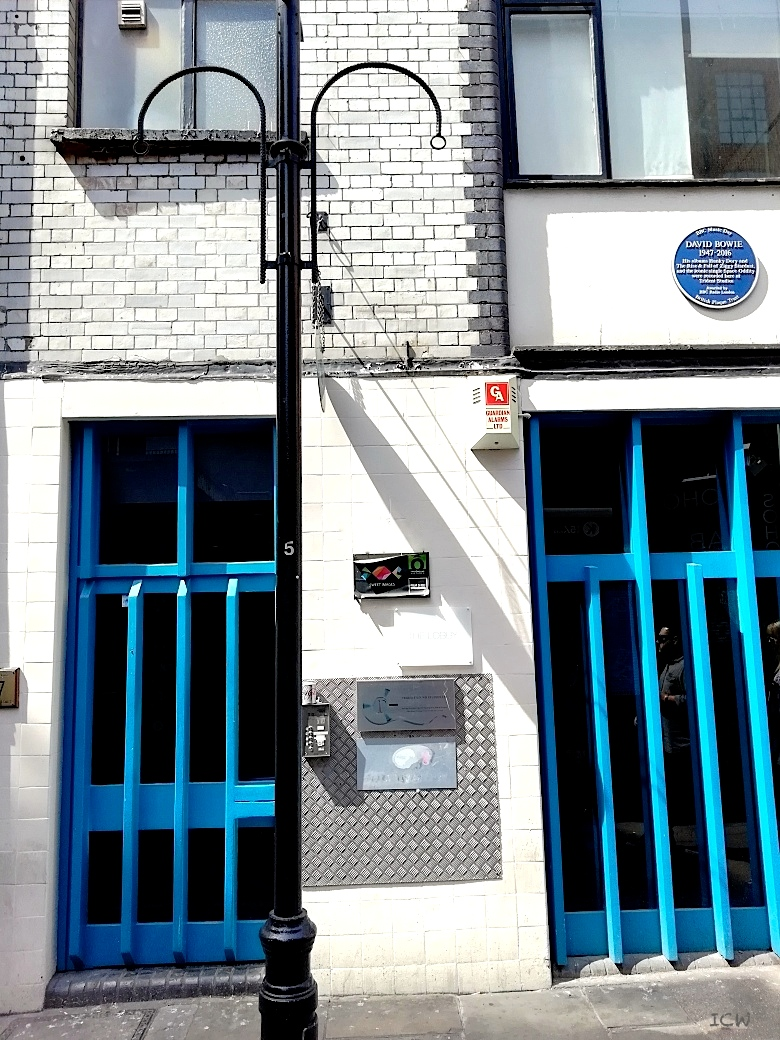
L'entrée des anciens studios Trident en 2018.

L'enregistrement des neuf chansons du troisième album studio de Bowie débute le 18 avril avec une première séance aux studios Advision, avant de se poursuivre trois jours plus tard à Trident. Outre Visconti, Ronson et Woodmansey, le chanteur a recours aux services de Ralph Mace, un producteur de musique classique et joueur de synthétiseur Moog qui a participé à la deuxième version de Memory of a Free Festival. Quelques jours seulement après le début des séances, Woodmansey se blesse au doigt avec un couteau et reste incapable de jouer pendant quinze jours. Après une pause du 1er au 12 mai, le travail reprend aux studios Advision jusqu'au 22 mai, jour du mixage final de l'album.
Les séances prennent souvent place tard dans la nuit et se poursuivent jusqu'au matin, en accord avec les cycles de sommeil anarchiques de Bowie. Sa vie est alors chamboulée par son récent mariage, ainsi que par sa séparation d'avec son imprésario Kenneth Pitt, qui a été un véritable mentor pour lui au cours des quatre années précédentes. D'après Visconti, le chanteur consomme énormément de teinture de cannabis et fait preuve d'une certaine apathie vis-à-vis du projet. Le producteur affirme que la majeure partie du disque est le fruit de son propre travail et de celui de Mick Ronson, Bowie délaissant les studios pour passer le plus clair de son temps à faire les boutiques avec sa femme. La partie de chant de la chanson The Man Who Sold the World est ainsi enregistrée lors du tout dernier jour de travail, le 22 mai. Exaspéré par sa nonchalance, Visconti décide de ne plus travailler avec Bowie, d'autant qu'il n'apprécie guère son nouvel imprésario Tony Defries, qui remplace Kenneth Pitt courant mai. Au cours des années qui suivent, Visconti noue une relation de travail fructueuse avec Marc Bolan et se consacre principalement aux disques de T. Rex.
Pour sa première participation à un album de Bowie, Mick Ronson joue un rôle important lors des séances d'enregistrement. C'est lui qui se charge d'écrire les arrangements des chansons, dont les parties de Moog de Ralph Mace. Il convainc également Visconti de changer d'instrument pour obtenir un son de basse plus fluide. Les chansons She Shook Me Cold, Black Country Rock et la deuxième moitié de The Width of a Circle sont conçues en l'absence du chanteur, lorsque les musiciens jamment ensemble sous la conduite de Ronson. Tout en reconnaissant le rôle crucial de ses collaborateurs dans la conception de l'album, Bowie insiste par la suite pour que sa contribution ne soit pas ignorée. Il déclare en 1998 : « Je n'ai vraiment pas apprécié certains articles qui donnaient l'impression que je n'ai pas écrit les chansons de The Man Who Sold the World. Il suffit de voir les progressions d'accords. Personne n'en écrit des comme ça. »

### Parution et accueil
The Man Who Sold the World sort le 4 novembre 1970 aux États-Unis. Il y bénéficie d'une campagne de promotion énergique menée par Robin McBride, le responsable A&R de Mercury. La presse américaine lui réserve un accueil favorable, avec des critiques positives dans le Los Angeles Free Press et dans Rolling Stone. La maison de disques organise un voyage promotionnel de trois semaines aux États-Unis pour Bowie. Ce premier séjour du chanteur sur le sol américain, de fin janvier à début février 1971, constitue une expérience marquante pour lui. Avec ses robes et ses cheveux longs, le chanteur fait sensation, au point de se voir refuser l'entrée d'un restaurant à Los Angeles. Néanmoins, les ventes du disque sont médiocres : à la mi-1971, il ne s'est vendu qu'à 1 395 exemplaires aux États-Unis. Aucun single n'en est extrait, bien que Mercury ait brièvement envisagé de sortir  All the Madmen en 45 tours.
Au Royaume-Uni, The Man Who Sold the World sort six mois plus tard, le 10 avril 1971. Bowie s'est efforcé en vain d'obtenir qu'il paraisse sous le titre Holy Holy, qui est celui de son dernier single. Son sort est similaire à celui qu'il a connu de l'autre côté de l'Atlantique : de bonnes critiques (« un album étonnamment excellent » pour Melody Maker, « rapport qualité/prix : incontestablement valable » pour Disc and Music Echo), mais de mauvaises ventes,.

### Postérité
Bowie abandonne rapidement le son lourd de The Man Who Sold the World : son album suivant, Hunky Dory, propose des chansons de pop beaucoup plus accessibles. Néanmoins, Kevin Cann suggère que c'est cet album qui pose les bases des succès ultérieurs du chanteur en lui offrant une base de fans dans les milieux underground américains.
En 1972, Bowie devient enfin une vedette au Royaume-Uni sous les traits du personnage de Ziggy Stardust. Sa nouvelle maison de disques, RCA Records, en profite pour rééditer au mois de novembre ses deux albums parus chez Mercury, David Bowie (1969) et The Man Who Sold the World, qui reçoivent de nouvelles pochettes pour l'occasion. La soif du public pour la musique de Bowie est telle que ces deux disques font leur entrée dans les classements des meilleures ventes au Royaume-Uni et aux États-Unis. The Man Who Sold the World se classe no 26 dans les charts britanniques et no 105 de l'autre côté de l'Atlantique l'année suivante. Dans les semaines qui suivent la mort de Bowie, en janvier 2016, il surpasse sa performance au Royaume-Uni en atteignant la 21e position du UK Albums Chart.
The Man Who Sold the World ne donne pas lieu à une tournée de promotion. Bowie donne très peu de concerts en 1971, et lorsqu'il le fait, il ne joue quasiment aucune chanson issue de ce disque. Ainsi, lors de son passage au Glastonbury Festival, le 23 juin, la majorité de la setlist provient de Hunky Dory et seule The Supermen illustre son troisième album. The Width of a Circle et The Supermen figurent dans les setlists du Ziggy Stardust Tour (1972-1973), mais dès sa tournée suivante, le Diamond Dogs Tour (1974), il ne conserve plus que la première. Ce n'est ensuite qu'en 1987 que le Glass Spider Tour exploite à nouveau cet album, avec l'inclusion de All the Madmen. Le succès de la reprise de la chanson-titre par Nirvana durant leur MTV Unplugged in New York, en 1994, incite certainement Bowie à la reprendre sur scène lors des tournées Outside et Outside Summer Festivals Tour (1995-1996), Earthling Tour (1997) et A Reality Tour (2003-2004). Il ressort également The Supermen des cartons lors des deux dernières.
Avec le recul, les biographes de Bowie considèrent The Man Who Sold the World comme son premier bon album, sa « première œuvre vraiment excitante » pour Paul Trynka, une « véritable réussite malgré quelques stéréotypes rock » pour Matthieu Thibault. Nicholas Pegg n'hésite pas à le décrire comme « l'un des meilleurs et des plus importants albums de l'histoire du rock ».

## Caractéristiques artistiques

### Paroles et musique

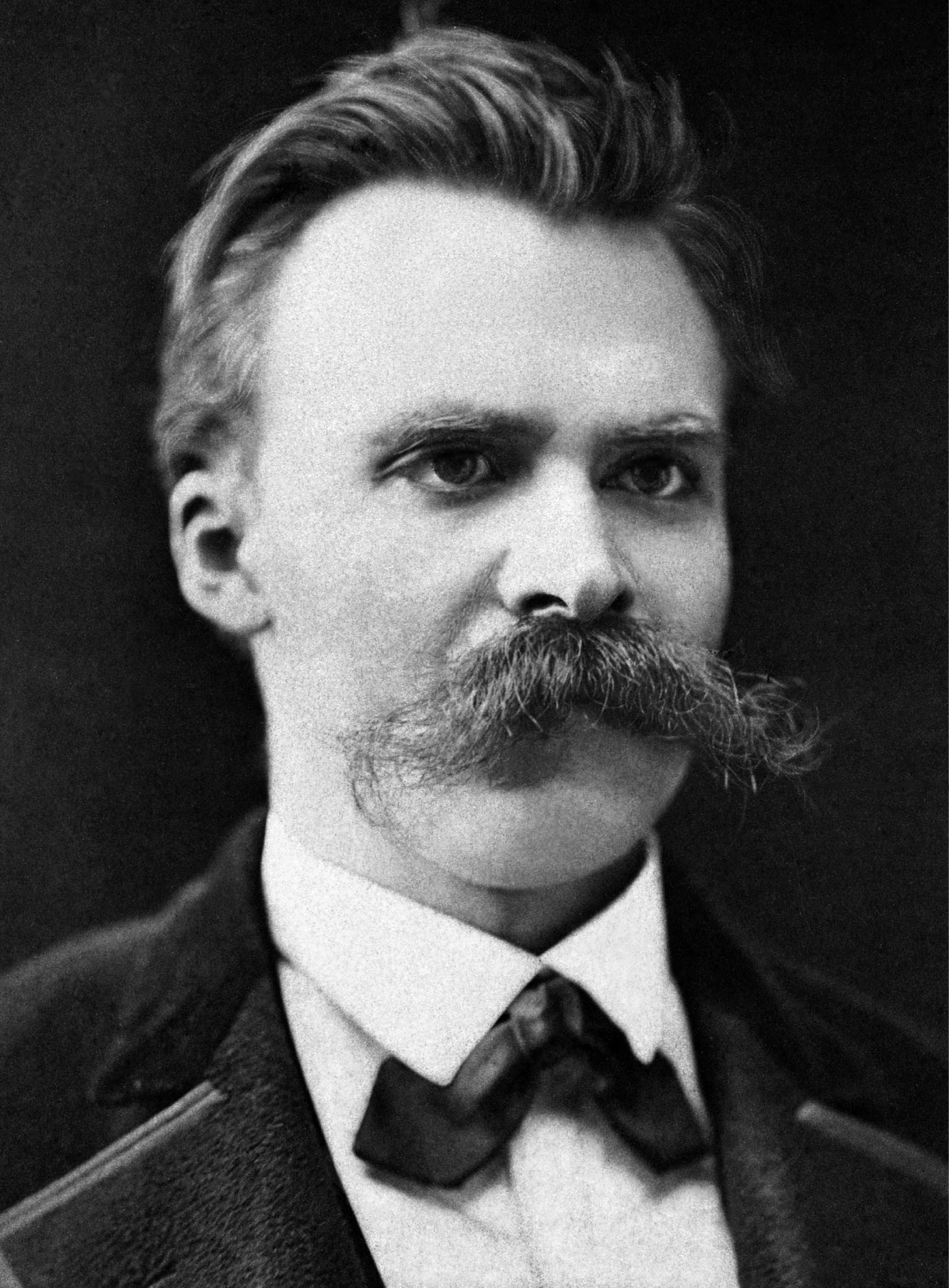
La lecture de Par-delà le bien et le mal et Ainsi parlait Zarathoustra de Friedrich Nietzsche influence fortement les paroles de Bowie.

Le projet initial de Bowie pour son troisième album, rapporté dans un entretien en février 1970, est d'offrir des approches différentes sur chaque face du 33 tours, l'une d'elles devant accueillir des chansons avec un accompagnement électrique fourni par Hype et l'autre, des titres interprétés en solo avec sa guitare acoustique. Cette idée est vite abandonnée, mais elle reflète l'évolution musicale de Bowie depuis son précédent album, Space Oddity. Les arrangements de The Man Who Sold the World se distinguent en effet par l'accent mis sur la section rythmique, sans la réverbération qui était omniprésente sur Space Oddity, et des emprunts stylistiques à deux genres récemment apparus et populaires au Royaume-Uni : le hard rock proposé par Led Zeppelin ou Black Sabbath d'une part, le rock progressif de groupes comme King Crimson ou Van der Graaf Generator d'autre part.
Les paroles se concentrent quant à elles sur un nombre réduit de thèmes-clefs comme la folie (un sujet qui touche Bowie de près, son demi-frère Terry Burns étant atteint de schizophrénie), l'aliénation, l'identité ou la séduction du pouvoir, ce qui offre au disque une cohérence dont son prédécesseur était dépourvu. Cette cohérence est sans doute davantage le fruit de la désinvolture du chanteur, qui attend souvent le dernier moment pour écrire ses paroles, que d'une décision mûrement réfléchie. Elle est renforcée par le recours à des images récurrentes, comme celle de l'ascension (d'une montagne, d'une colline, ou d'un simple escalier dans la chanson-titre) conduisant à une expérience perturbante. Nicholas Pegg y voit des échos de la tentation du Christ dans le Nouveau Testament.
L'album s'ouvre sur The Width of a Circle, une chanson de 8 minutes découpée en deux parties. La première correspond à une composition de Bowie, tandis que la seconde, plus rythmée, est un ajout élaboré par Mick Ronson et Tony Visconti, qui la surnomment « the boogie beat part ». Les paroles, pleines de « visions tordues », puisent aux différentes influences de Bowie. Certaines sont anciennes, comme le bouddhisme, religion qui l'intéresse depuis plusieurs années, tandis que d'autres sont plus récentes, comme les textes de Friedrich Nietzsche et Khalil Gibran, deux auteurs très appréciés dans le milieu post-hippie du début des années 1970,.
All the Madmen est une ode au non-conformisme : le narrateur préfère rester enfermé avec les fous qu'être libre avec les « gens tristes ». Les paroles de Bowie font écho à Sur la route de Jack Kerouac, mais elles s'inspirent également des expériences de son demi-frère, qui a été interné à l'hôpital psychiatrique de Cane Hill (en) avant de venir brièvement vivre avec lui à Haddon Hall. Elle inaugure un thème récurrent dans l'œuvre de Bowie : l'aliénation mentale, entre étreinte horrible et dernier refuge. Elle s'achève sur une rengaine en mauvais français, « zane-zane-zane, ouvrez le chien », une référence au film surréaliste de Luis Buñuel Un chien andalou.
Black Country Rock fait partie des chansons élaborées par Ronson et Visconti à partir d'une ébauche de Bowie. Ce morceau énergique, « hommage funky à T. Rex » selon Marc Spitz, présente des paroles basiques que le chanteur interprète en s'amusant à imiter Marc Bolan. La première face de l'album s'achève sur After All, un titre plus discret au rythme de valse avec des trémolos de guitare acoustique imitant le son d'une mandoline, des overdubs menaçants qui rappellent Being for the Benefit of Mr. Kite! des Beatles, et le recours à l'éphémère stylophone. Ses paroles mêlent réminiscences bouddhistes et allusions à Aleister Crowley, un autre auteur découvert par Bowie durant cette période. Le morceau est parfois perçu comme une forme d'adieu à l'inspiration hippie de ses précédents albums.

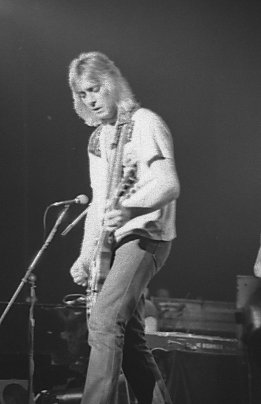
Mick Ronson (ici en 1979) contribue de manière significative aux chansons The Width of a Circle, Black Country Rock et She Shook Me Cold.

La deuxième face du disque débute sur Running Gun Blues. Ce titre, qui préfigure musicalement le son des Spiders from Mars, constitue aux yeux de Matthieu Thibault un brouillon de Queen Bitch, parue sur Hunky Dory l'année suivante,. Ses paroles adoptent le point de vue d'un vétéran de la guerre du Viêt Nam qui sombre dans la folie et commet un massacre après son retour au pays. C'est sans doute l'actualité qui a inspiré ce sujet à Bowie et tout particulièrement le massacre de Mỹ Lai, révélé au grand public quelques mois avant le début de l'enregistrement de l'album.
« À mi-chemin entre les protest songs de Space Oddity et la science-fiction totalitaire de Diamond Dogs » selon Nicholas Pegg, Saviour Machine raconte l'histoire d'un ordinateur tout-puissant auquel les humains abandonnent le pouvoir et qui finit par causer leur perte. Bowie a peut-être puisé cette idée dans le film de Joseph Sargent Le Cerveau d'acier, à moins que ce soit deux épisodes de Doctor Who, Doctor Who and the Silurians et Inferno, qui l'aient inspiré. Après une ouverture en fondu, la chanson propose des arrangements grandioses, avec des allers-retours mélodiques constants qui reflètent l'inquiétude des paroles. Une rythmique ternaire et un synthétiseur Moog qui simule des cuivres soutiennent une composition sans refrain.
She Shook Me Cold est une autre chanson où le rôle de Bowie est réduit par rapport à Visconti et surtout Ronson, qui s'inspire de Cream pour élaborer des arrangements blues rock et hard rock. Les biographes de Bowie considèrent avec un certain dédain ce pastiche de Led Zeppelin et Jimi Hendrix aux paroles peu originales, largement reprises du standard de blues You Shook Me.
The Man Who Sold the World, qui donne son titre à l'album, a pour thèmes l'identité, la dualité et la peur de la mort. La simplicité de ses arrangements contribue à son caractère troublant. La voix de Bowie, doublée à l'octave et modifiée par phasing et le thème étrange répété à la guitare par Mick Ronson en sont des caractéristiques notables. Si les souffrances de Terry semblent en inspirer le texte, les analyses détaillées des paroles restent largement spéculatives. Son titre est inspiré du roman de science-fiction The Man Who Sold the Moon de l'écrivain américain Robert A. Heinlein, une autre influence littéraire de Bowie. Longtemps passée inaperçue, c'est principalement grâce à ses reprises, d'abord celle de Lulu en 1974, puis celle de Nirvana vingt ans plus tard, que cette chanson devient la plus connue de l'album. 
L'album s'achève sur The Supermen, qui rappelle dès son titre le surhomme nietzschéen, tandis que la musique évoque le poème symphonique Ainsi parlait Zarathoustra de Richard Strauss.

### Pochette et photographie

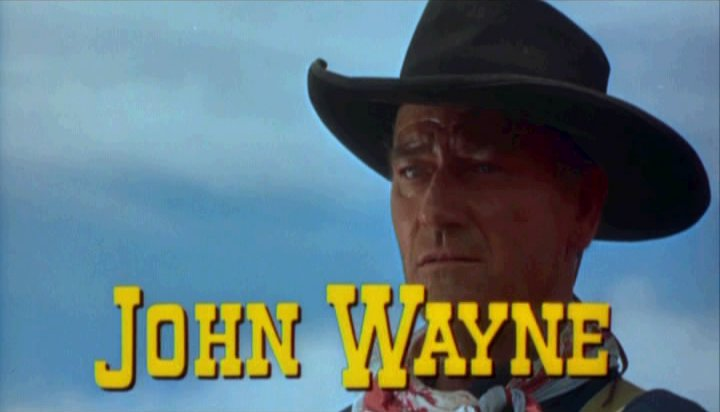
L'acteur américain John Wayne (ici dans La Prisonnière du désert, western de 1956) sert de modèle à Mike Weller pour la pochette de l'album.

Pour la pochette de l'album, Bowie jette son dévolu sur le dessinateur Mike Weller, dont il a fait la connaissance à l'Arts Lab de Beckenham. Influencé par le pop art d'Andy Warhol et Roy Lichtenstein, Weller produit une illustration de style bande dessinée représentant un cow-boy de profil, fusil sous le bras, devant un grand bâtiment d'allure gothique avec une tour d'horloge aux vitres brisées. Le cow-boy est inspiré d'une photo publicitaire de John Wayne et fait référence à la chanson Running Gun Blues, tandis que le bâtiment n'est autre que l'hôpital psychiatrique de Cane Hill. Des bulles se détachent du chapeau du cow-boy dans un effet psychédélique. Un phylactère inclut la phrase « Roll up your sleeves take a look at your arms » (« Remonte tes manches et fais-nous voir tes bras »), un jeu de mots sur l'arme à feu du cow-boy, la consommation de drogue et le jargon de la musique. Cette illustration porte le titre provisoire de l'album, Metrobolist, un calembour sur le titre du film de Fritz Lang Metropolis,.
D'abord convaincu par le dessin de Weller, Bowie change d'avis et décide de faire appel au photographe Keith MacMillan, dit « Keef », pour la pochette. La séance photo prend place fin septembre à Haddon Hall. Vêtu d'une longue robe de satin bleu et crème dessinée par Michael Fish, le chanteur pose alangui dans une chaise longue, béret sur la tête, et s'amuse à éparpiller un paquet de cartes à jouer sur le sol. Son béret évoque Greta Garbo, ses cheveux longs Lauren Bacall ; il affirme avoir voulu recréer l'atmosphère des toiles du peintre préraphaélite Dante Gabriel Rossetti,. Nicholas Pegg décrit cette photographie comme « une image franchement provocatrice pour l'époque, et l'acte de confusion des genres le plus éhonté commis par Bowie à cette date ».
Cependant, la branche américaine de Mercury Records refuse de suivre les instructions de Bowie et l'album paraît aux États-Unis avec une version légèrement retouchée du dessin de Weller en guise de pochette. Le texte de la bulle du cow-boy, jugé trop tendancieux, a été effacé, et le titre Metrobolist a été remplacé par The Man Who Sold the World. Furieux, le chanteur obtient que la version britannique de l'album utilise la photo de MacMillan, même si son souhait de le voir rebaptisé Holy Holy n'est pas exaucé. Du fait de ses ventes médiocres au Royaume-Uni, cette version du disque est très recherchée des collectionneurs. Pour sa réédition de 1972, The Man Who Sold the World reçoit en effet une pochette différente, avec une photo de Brian Ward. Bowie y apparaît en pied, guitare en bandoulière, en train de lever haut la jambe gauche.

## Fiche technique

### Chansons

#### Album original
Toutes les chansons sont écrites et composées par David Bowie.
| 1. | The Width of a Circle | 8:05 |
| 2. | All the Madmen        | 5:38 |
| 3. | Black Country Rock    | 3:32 |
| 4. | After All             | 3:52 |

| 5. | Running Gun Blues          | 3:11 |
| 6. | Saviour Machine            | 4:25 |
| 7. | She Shook Me Cold          | 4:13 |
| 8. | The Man Who Sold the World | 3:55 |
| 9. | The Supermen               | 3:38 |

#### Rééditions
En 1990, The Man Who Sold the World est réédité au format CD par Rykodisc/EMI avec quatre chansons supplémentaires.
| 10. | Lightning Frightening (inédit, enregistré en 1971 par Arnold Corns)   | 3:38 |
| 11. | Holy Holy (version ré-enregistrée en 1974 d'une face A de 1971)       | 2:21 |
| 12. | Moonage Daydream (version d'Arnold Corns sortie en single en 1971)    | 3:52 |
| 13. | Hang On to Yourself (version d'Arnold Corns sortie en single en 1971) | 2:51 |

Le livret de la réédition CD affirme que la piste 11 est la version de Holy Holy sortie en single en janvier 1971, mais il s'agit en réalité d'une version ré-enregistrée en 1974. La version de 1971 est restée inédite au format CD jusqu'à son inclusion dans la compilation Re:Call 1 figurant dans le coffret Five Years (1969–1973), sorti en 2015.
En novembre 2020, à l'occasion des cinquante ans de sa sortie, l'album est réédité chez Parlophone au format CD et 33 tours. Cette réédition reprend la pochette au cow-boy, texte du phylactère compris, et le titre original de Metrobolist. Les chansons ont été remixées par Tony Visconti à l'exception de After All qui n'en avait pas besoin à ses yeux.

### Interprètes
- David Bowie : chant, guitare, stylophone, harmonica
- Mick Ronson : guitare, synthétiseur Moog, flûte à bec, chœurs
- Tony Visconti : basse, flûte à bec, piano
- Mick Woodmansey : batterie, percussions
- Ralph Mace : synthétiseur Moog[71]

### Équipe de production
- Tony Visconti : production
- Ken Scott : ingénieur du son aux studios Trident
- Gerald Chevin : ingénieur du son aux studios Advision
- Keef (Keith MacMillan) : photographie (pochette britannique)
- Mike Weller : illustration (pochette américaine)

### Classements et certifications
| Classement                    | Meilleure position | Année |
| ----------------------------- | ------------------ | ----- |
| États-Unis (Billboard 200)    | 105                | 1973  |
| Royaume-Uni (UK Albums Chart) | 21                 | 2016  |
| France (SNEP)                 | 149                | 2016  |
| Italie (FIMI)                 | 49                 | 2016  |
| Pays-Bas (Mega Album Top 100) | 48                 | 2016  |

| Pays              | Certification | Date            | Ventes certifiées |
| ----------------- | ------------- | --------------- | ----------------- |
| Royaume-Uni (BPI) | Or            | 12 février 2016 | 100 000           |